# Ariel Kenig
Ariel Kenig (* 24. Juni 1983) ist ein französischer Schriftsteller und Dramaturg. Der Name Ariel Kenig ist ein Pseudonym.
Kenig wurde als Sohn einer französischen Mutter und eines polnischen Vaters geboren.
Seine Kindheit verbrachte er in der Umgebung von Paris. 2003 brach er sein Studium ab, um sich völlig dem Schreiben zu widmen. Er traf die Schriftstellerin und Lektorin bei Denoël Audrey Diwan, die ihn ermutigte, seinen ersten Roman zu veröffentlichen: Camping Atlantic kam im Januar 2005 beim Verlag Denoël heraus. Sein Erstlingsroman, von der Kritik gelobt, behandelt anhand der Erlebnisse des jugendlichen Helden Adonis, die gewalttätige Langeweile in der Adoleszenz und die Kraft der Brüderlichkeit und der Freundschaft. Ariel Kenig widmet sich dann mit drei Stücken dem Theater: Elle t'embrasse, Pas ce soir und Pompéi ou le suspense pornographique.
2006 erschien sein zweiter Roman La Pause. Dieser sozialkritische Roman spielt in Pariser Vororten (banlieue) und zeigt die Welt der Arbeiter am Band in einer Fabrik des Autoherstellers Renault; der literarische Stil Ariel Kenigs mischt Introspektion, Selbstbeobachtung und soziologische Beobachtung und Analyse. Ariel Kenig schrieb 2007 ein Pamphlet, Quitter la France, in dem er die aktuelle nationale Befindlichkeit in Frankreich analysiert.

## Romane und Pamphlete
- Camping Atlantic (Januar 2005, Verlag Denoël ISBN 978-2-207-25609-1).
  - « Dans un style épuré, Ariel Kenig offre un premier roman à la fois sensible, angoissant et subtilement orchestré » (Glamour)
- La Pause (September 2006, Verlag Denoël ISBN 978-2-207-25808-8).
  - « Ariel Kenig sait dépeindre la peur du chômage en milieu ouvrier, la tentation du nihilisme chez les laissés-pour-compte. Il dit aussi que les romans ne sont jamais tristes ou joyeux. Ils sont écrits ou ne le sont pas. Le sien l’est » (Le Monde)
- Quitter la France (März 2007, Verlag Denoël ISBN 978-2-207-25960-3)
- New Wave Paris 2008, Verlag Flammarion. ISBN 978-2-08-121501-6)
  - « Un cadavre exquis qui allie subtilement la plume électrique de Kenig à l'univers new wave et nostalgique de Morel. » (Les Inrockuptibles)

## Theater
- Pompéi ou le suspense pornographique (2007)
- Le Feu (2007)
- Pas ce soir

## Jugendliteratur
- Je ne suis pas un panda. 2008.
- La littérature est un jeu.2007 – Verlag Librio. ISBN 978-2-290-00348-0)
- Mon oeil 2007 – Verlag Thierry Magnier – Reihe ‘Photoroman’. ISBN 978-2-84420-578-0)

| Personendaten    | Personendaten                |
| ---------------- | ---------------------------- |
| NAME             | Kenig, Ariel                 |
| KURZBESCHREIBUNG | französischer Schriftsteller |
| GEBURTSDATUM     | 24. Juni 1983                |